# Collegio uninominale Campania - 09
Il collegio elettorale uninominale Campania - 09 è stato un collegio elettorale uninominale della Repubblica Italiana per l'elezione del Senato tra il 2017 ed il 2022.

## Territorio
Come previsto dalla legge elettorale italiana del 2017, il collegio era stato definito tramite decreto legislativo all'interno della circoscrizione Campania.
Era formato dal territorio di 23 comuni: Agerola, Anacapri, Boscoreale, Boscotrecase, Capri, Casola di Napoli, Castellammare di Stabia, Ercolano, Gragnano, Lettere, Massa Lubrense, Meta, Piano di Sorrento, Pimonte, Pompei, Santa Maria la Carità, Sant'Agnello, Sant'Antonio Abate, Sorrento, Torre Annunziata, Torre del Greco, Trecase, Vico Equense.
Il collegio era quindi interamente compreso nella città metropolitana di Napoli.
Il collegio era parte del collegio plurinominale Campania - 03.

## Eletti
| Elezione | Elezione | Senatore         | Partito            |
| -------- | -------- | ---------------- | ------------------ |
|          | 2018     | Virginia La Mura | Movimento 5 Stelle |
|          | 2021     | Virginia La Mura | Indipendente       |
|          | 2022     | Virginia La Mura | Sinistra Italiana  |

## Dati elettorali

### XVIII legislatura
Come previsto dalla legge elettorale, 116 senatori erano eletti con sistema a maggioranza relativa in altrettanti collegi uninominali a turno unico.
| Candidati              | Candidati                  | Voti    | %     | Liste                           | Voti    | %     |
| ---------------------- | -------------------------- | ------- | ----- | ------------------------------- | ------- | ----- |
|                        | Virginia La Mura ✔️ Eletto | 111 741 | 49,51 | Movimento 5 Stelle              | 111 741 | 49,51 |
|                        | Enzo Rivellini             | 65 387  | 28,97 | Forza Italia                    | 48 593  | 21,53 |
| Lega                   | Enzo Rivellini             | 65 387  | 28,97 | 7 030                           | 3,11    |       |
| Fratelli d'Italia      | Enzo Rivellini             | 65 387  | 28,97 | 7 021                           | 3,11    |       |
| Noi con l'Italia - UDC | Enzo Rivellini             | 65 387  | 28,97 | 2 743                           | 1,22    |       |
|                        | Francesco Manniello        | 37 202  | 16,48 | Partito Democratico             | 32 041  | 14,20 |
| +Europa                | Francesco Manniello        | 37 202  | 16,48 | 2 426                           | 1,07    |       |
| Civica Popolare        | Francesco Manniello        | 37 202  | 16,48 | 2 037                           | 0,90    |       |
| Italia Europa Insieme  | Francesco Manniello        | 37 202  | 16,48 | 698                             | 0,31    |       |
|                        | Vincenzo Cirillo           | 4 697   | 2,08  | Liberi e Uguali                 | 4 697   | 2,08  |
|                        | Diana Fardelli             | 2 150   | 0,95  | Potere al Popolo!               | 2 150   | 0,95  |
|                        | Alessandro Esposito        | 1 125   | 0,50  | CasaPound                       | 1 125   | 0,50  |
|                        | Jessica Errico             | 1 091   | 0,48  | Il Popolo della Famiglia        | 1 091   | 0,48  |
|                        | Ciro Andretti              | 758     | 0,34  | Italia agli Italiani            | 758     | 0,34  |
|                        | Ciro Faro                  | 734     | 0,33  | PRI - ALA                       | 734     | 0,33  |
|                        | Alessandra Tassi           | 477     | 0,21  | Partito Comunista               | 477     | 0,21  |
|                        | Raffaella Liguoro          | 169     | 0,07  | Partito Valore Umano            | 169     | 0,07  |
|                        | Luca Pezza                 | 162     | 0,07  | Per una Sinistra Rivoluzionaria | 162     | 0,07  |
| Totale                 | Totale                     | 225 693 | 100   |                                 | 225 693 | 100   |
|                        |                            |         |       |                                 |         |       |
| Voti non validi        | Voti non validi            | 7 174   | 3,08  |                                 |         |       |
| Votanti                | Votanti                    | 232 867 | 66,41 |                                 |         |       |
| Elettori               | Elettori                   | 350 673 |       |                                 |         |       |